# Ary Quintella
Ary Norton de Murat Quintella (São Paulo, 1906 — Rio de Janeiro, 2 de setembro de 1968) foi um professor brasileiro.
Foi catedrático de Matemática do Colégio Militar do Rio de Janeiro, onde também exerceu o cargo de diretor do ensino. Foi diretor de diversos ginásios estaduais, tendo exercido o cargo de diretor da divisão de Ensino Normal do Instituto de Educação. 
Pai do escritor Ary Guerra de Murat Quintella (Ary Quintella).

## Obra
Foi autor de mais de vinte livros didáticos de Matemática. Pelo seu destaque como professor no Colégio Militar e em cursos preparatórios, foi convidado a publicar trabalhos na Companhia Editora Nacional pelo prof. Jacomo Stávale. Escreveu, ao lado do professor Jaime Bezerra, os dois primeiros volumes de uma série de seis sobre Matemática Moderna.
Entre as suas publicações pela Companhia Editora Nacional, destacam-se:
- Matemática para a Primeira Série Ginasial
- Matemática para a Segunda Série Ginasial
- Matemática para a Terceira Série Ginasial
- Matemática para a Quarta Série Ginasial
- Matemática para a Primeira Série Cientifico
- Matemática para a Segunda Série Cientifico
- Matemática para a Terceira Série Cientifico
- Aritmética Prática – Curso Comercial - Primeiro Ano
- Matemática – Curso Comercial - Segundo Ano
- Álgebra Elementar – Curso Comercial - Terceiro Ano
- Matemática – Curso Comercial - Quarto Ano
- Exercícios de Aritmética – Admissão (com colaboração do Tenente-coronel Newton O'Reilly)
- Guia de Matemática – Álgebra e Geometria (Art. 91)
- Questões de Concursos nas Escolas Superiores (com colaboração do Prof. Victalino Alves)
- Exercícios de Matemática (Normal) (com colaboração do Prof. Francisco Junqueira)